# Хакімов Ботіралі Журабайович
Ботіралі Журабайович Хакімов (10 березня 1940, село Айкіран, тепер Чартацького району Наманганської області, Узбекистан) — радянський узбецький державний діяч, 1-й секретар Наманганського обласного комітету КП Узбекистану. Депутат Верховної ради Узбецької РСР. 

## Життєпис
З 1959 року — монтажник Наманганського будівельно-монтажного управління із радіофікації.
Член КПРС з 1963 року.
У 1965 році закінчив Ташкентський інститут інженерів іригації та механізації сільського господарства.
У 1965—1971 роках — головний інженер колгоспу в Янгікурганському районі Наманганської області; головний інженер Чартацького районного об'єднання «Узсільгосптехніка» Наманганської області.
У 1971—1974 роках — інструктор, заступник завідувача відділу Наманганського обласного комітету КП Узбекистану.
З 1974 року — голова виконавчого комітету Янгікурганської районної ради депутатів трудящих Наманганської області.
У 1980 році закінчив Ташкентську вищу партійну школу.
У 1980—1981 роках — 1-й секретар Янгікурганського районного комітету КП Узбекистану Наманганської області.
У 1981—1984 роках — 1-й секретар Чартацького районного комітету КП Узбекистану Наманганської області.
У 1984 — 1990 року — голова виконавчого комітету Наманганської обласної ради народних депутатів.
З травня по серпень 1990 року — в.о. голови Держкоопкомсільгоспу Узбецької РСР.
7 серпня 1990 — 14 вересня 1991 року — 1-й секретар Наманганського обласного комітету КП Узбекистану.
Подальша доля невідома.

## Нагороди
- орден «Знак Пошани» (17.07.1986)
- медалі